# Кеничи Фукуи
Кеничи Фукуи (јап. 福井 謙一; Нара, 4. октобар 1918 — Кјото, 9. јануар 1998) био је јапански хемичар, познат као прва особа источноазијског порекла која је добила Нобелову награду за хемију.
Фукуи је добио Нобелову награду за хемију 1981. године заједно са Роалдом Хофманом, за њихова независна истраживања механизама хемијских реакција. Фукуијев награђени рад бавио се улогом граничних орбитала у хемијским реакцијама: конкретно, да молекули деле лабаво везане електроне који заузимају граничне орбитале, то јест, највишу попуњену молекулску орбиталу (ХОМО) и најнижу непопуњену молекулску орбиталу (ЛУМО).

## Образовање
Фукуи је био најстарији од три сина Риокичија Фукуија, трговца у спољној трговини, и Чие Фукуи. Рођен је у Нари, Јапан. У студентским данима између 1938. и 1941. године, Фукуијева интересовања су стимулисали квантна механика и чувена Шредингерова једначина. Такође је развио уверење да се пробој у науци дешава кроз неочекивану фузију удаљених повезаних области.
У интервјуу за The Chemical Intelligencer, Кеничи говори о свом путу ка хемији почевши од средње школе.

„Разлог за мој избор хемије није лако објаснити, јер хемија никада није била моја омиљена грана у средњошколским и гимназијским годинама. Заправо, чињеница да је мој поштовани Фабре био геније у хемији је латентно освојила моје срце, а најодлучнији догађај у мојој образовној каријери десио се када је мој отац затражио савет професора Ген-ицу Ките са Царског универзитета у Кјоту у вези са правцем који бих требало да изаберем.”

По савету Ките, личног пријатеља старијег Фукуија, млади Кеничи је упућен на Одељење за индустријску хемију, са којим је Кита тада био повезан. Он такође објашњава да му је хемија била тешка јер се чинило да захтева меморисање да би се научила, и да је више волео логички карактер у хемији. Пратио је савет ментора кога је сам Кеничи веома поштовао и никада се није предомислио. Такође је пратио те кораке похађајући Универзитет у Кјоту у Јапану. Током тог истог интервјуа, Кеничи је такође разговарао о свом разлогу за преферирање више теоријске хемије у односу на експерименталну хемију. Иако је свакако био успешан у теоријској науци, он је заправо провео велики део својих раних истраживања на експерименталној. Кеничи је брзо завршио више од 100 експерименталних пројеката и радова, и прилично је уживао у експерименталним феноменима хемије. У ствари, касније, када је предавао, препоручивао би експерименталне тезе пројеката својим студентима да би их уравнотежио, теоријска наука је долазила природније студентима, али предлажући или додељујући експерименталне пројекте, његови студенти су могли да разумеју концепт обе, као што би сви научници требало. Након дипломирања на Царском универзитету у Кјоту 1941. године, Фукуи је био ангажован у Лабораторији за гориво јапанске војске током Другог светског рата. Године 1943. именован је за предавача хемије горива на Царском универзитету у Кјоту и започео своју каријеру као експериментални органски хемичар.

## Истраживачки рад
Био је професор физичке хемије на Универзитету у Кјоту од 1951. до 1982. године, председник Технолошког института у Кјоту између 1982. и 1988. године, и члан Међународне академије квантне молекуларне науке и почасни члан Међународне академије наука у Минхену. Такође је био директор Института за фундаменталну хемију од 1988. до своје смрти. Као и председник Хемијског друштва Јапана од 1983-84, добио је многе награде поред Нобелове награде као што су; Награда Јапанске академије 1962, Особа културних заслуга 1981, Царска част Великог кордона Ордена излазећег сунца 1988, са многим другим наградама које нису тако престижне.
Фукуи је 1952. године са својим младим сарадницима Т. Јонезавом и Х. Шингуом представио своју молекуларно орбиталну теорију реактивности у ароматичним једињењима, која је објављена у часопису Journal of Chemical Physics. У то време, његов концепт није успео да привуче адекватну пажњу међу хемичарима. Фукуи је приметио у свом предавању поводом Нобелове награде 1981. године да је његов оригинални рад „добио низ контроверзних коментара. То је у извесном смислу било разумљиво, јер је због мог недостатка искуствене способности теоријска основа за овај упадљив резултат била нејасна или пре неправилно дата."
Концепт граничних орбитала је постао препознат након објављивања публикације Роберта Б. Вудварда и Роалда Хофмана 1965. године о правилима перицикличне селекције Вудвард-Хофмана, која су могла да предвиде брзине реакције између два реактанта. Ова правила, приказана на дијаграмима, објашњавају зашто неки парови лако реагују, док други не реагују. Основа ових правила лежи у својствима симетрије молекула, а посебно у распореду њихових електрона. Фукуи је признао у свом предавању поводом Нобелове награде да је „тек након запањујуће појаве бриљантног рада Вудворда и Хофмана постао потпуно свестан да не само расподела густине, већ и чворно својство одређених орбитала имају значај у тако широком спектру хемијских реакција."
Оно што је било упечатљиво у значајним доприносима Фукуија је то што је развио своје идеје пре него што су хемичари имали приступ великим рачунарима за моделовање. Поред истраживања теорије хемијских реакција, Фукуијеви доприноси хемији такође укључују статистичку теорију гелирања, органску синтезу неорганским солима и кинетику полимеризације.
У интервјуу за часопис New Scientist 1985. године, Фукуи је био веома критичан према праксама усвојеним на јапанским универзитетима и индустријама у циљу подстицања науке. Приметио је: „Јапански универзитети имају систем катедри који је фиксна хијерархија. То има своје предности када покушавате да радите као лабораторија на једној теми. Али ако желите да радите оригинални рад, морате почети млади, а млади људи су ограничени системом катедри. Чак и ако студенти не могу да постану доценти у раној доби, треба их подстицати да раде оригиналан посао." Фукуи је такође опоменуо јапанско индустријско истраживање рекавши: „Индустрија ће вероватније уложити свој истраживачки напор у свакодневно пословање. Веома је тешко да се укључи у чисту хемију. Постоји потреба за подстицањем дугорочних истраживања, чак и ако не знамо њихов циљ и ако је њихова примена непозната." У другом интервјуу за The Chemical Intelligencer он даље разрађује своју критику рекавши: „Као што је познато широм света, Јапан је покушао да сустигне западне земље од почетка овог века увозећи науку од њих." Јапан је, у извесном смислу, релативно нов у фундаменталној науци као делу свог друштва и недостатак оригиналности и способности, као и финансирања које западне земље имају више предности, штете земљи у фундаменталној науци. Иако је такође изјавио да се то побољшава у Јапану, посебно финансирање фундаменталне науке, јер се годинама бележи стални раст.

## Признања
Фукуи је добио Нобелову награду за своје схватање да се добра апроксимација реактивности може наћи посматрањем граничних орбитала (HOMO/LUMO). Ово је засновано на три главна запажања теорије молекуларних орбитала док два молекула међусобно реагују.
1. Попуњене орбитале различитих молекула се међусобно одбијају.
2. Позитивна наелектрисања једног молекула привлаче негативна наелектрисања другог.
3. Попуњене орбитале једног молекула и непопуњене орбитале другог (посебно ХОМО и ЛУМО) међусобно реагују изазивајући привлачење.

Из ових запажања, теорија граничних молекуларних орбитала (ФМО) поједностављује реактивност на интеракције између ХОМО једне врсте и ЛУМО друге. Ово помаже да се објасне предвиђања Вудворд-Хофманових правила за термичке перицикличне реакције, које су сажете у следећој изјави: "Перициклична промена основног стања је симетрично дозвољена када је укупан број (4q+2)s и (4r)a компоненти непаран"
Фукуи је изабран за иностраног члана Краљевског друштва (ForMemRS) 1989. године.